# Physiologische Äquivalente Temperatur
Die Physiologisch Äquivalente Temperatur (PET) ist definiert als diejenige Lufttemperatur, in einer Referenzumgebung, bei der Hautoberflächen- und Kerntemperatur sowie Schweißverdunstung dieselben sind, wie durch die gegebenen Bedingungen verursacht, wobei die Energiebilanz ausgeglichen ist (Höppe 1999).
Die physiologische Äquivalenttemperatur (PET) ist ein thermischer Index, der aus der menschlichen Energiebilanz abgeleitet wird. Er eignet sich gut für die Bewertung der thermischen Komponente verschiedener Klimate. Der PET hat nicht nur eine detaillierte physiologische Grundlage, sondern ist auch aufgrund seiner Einheit (°C) anderen thermischen Indizes wie dem vorhergesagten mittleren Votum vorzuziehen, was die Ergebnisse beispielsweise für Stadt- oder Regionalplaner verständlicher macht, die mit der modernen humanbiometeorologischen Terminologie nicht so vertraut sind. (Matzarakis et al. 1999).